# Arichanna tenebraria
Arichanna tenebraria är en fjärilsart som beskrevs av Moore 1867. Arichanna tenebraria ingår i släktet Arichanna och familjen mätare. Inga underarter finns listade i Catalogue of Life.